# Private Romeo
Private Romeo è un film del 2011 diretto da Alan Brown.
Il film è liberamente tratto dalla tragedia di William Shakespeare Romeo e Giulietta.

## Trama
In un'accademia militare i cadetti studiano Romeo e Giulietta durante le lezioni, mentre l'amore tra due di loro porterà ad esiti altrettanto tragici.

## Distribuzione
Il film fu distribuito nelle sale statunitensi a partire dal 20 giugno del 2011.

## Accoglienza
Il film ha ricevuto recensioni miste da parte della critica. Sull'aggregatore di recensioni Rotten Tomatoes Private Romeo ha ottenuto il 55% di recensioni positive. Decisamente più positiva fu la recensione del New York Times.